# Tyler Kennedy
Tyler Kennedy, född 15 juli 1986 i Sault Ste. Marie, Ontario, är en kanadensisk professionell ishockeyspelare som spelar för New York Islanders i National Hockey League (NHL). Han har tidigare spelat på NHL-nivå för Pittsburgh Penguins och San Jose Sharks och på lägre nivåer för Wilkes-Barre/Scranton Penguins och Worcester Sharks i American Hockey League (AHL) och Sault Ste. Marie Greyhounds i Ontario Hockey League (OHL).
Kennedy draftades i fjärde rundan i 2004 års draft av Pittsburgh Penguins som 99:e spelare totalt. Säsongen 2008–2009 var han med och vann Stanley Cup med Penguins.

## Statistik
| 2001–2002  | Soo Greyhounds Bantam AAA      | NOBHL      | 34  | 22 | 27  | 49  | —   | —  | —  | —  | —  | —  |
| 2002–2003  | Sault Jr. Greyhounds           | NOJHL      | 6   | 8  | 8   | 16  | 4   | —  | —  | —  | —  | —  |
|            | Sault Ste. Marie Greyhounds    | OHL        | 61  | 5  | 10  | 15  | 33  | 4  | 0  | 0  | 0  | 0  |
| 2003–2004  | Sault Ste. Marie Greyhounds    | OHL        | 63  | 16 | 26  | 42  | 28  | —  | —  | —  | —  | —  |
| 2004–2005  | Sault Ste. Marie Greyhounds    | OHL        | 61  | 21 | 36  | 57  | 37  | 4  | 1  | 3  | 4  | 4  |
| 2005–2006  | Sault Ste. Marie Greyhounds    | OHL        | 64  | 22 | 48  | 70  | 60  | 4  | 1  | 2  | 3  | 2  |
| 2006–2007  | Wilkes-Barre/Scranton Penguins | AHL        | 40  | 12 | 25  | 37  | 20  | —  | —  | —  | —  | —  |
| 2007–2008  | Pittsburgh Penguins            | NHL        | 55  | 10 | 9   | 19  | 35  | 20 | 0  | 4  | 4  | 13 |
|            | Wilkes-Barre/Scranton Penguins | AHL        | 10  | 5  | 4   | 9   | 10  | —  | —  | —  | —  | —  |
| 2008–2009  | Pittsburgh Penguins            | NHL        | 67  | 15 | 20  | 35  | 30  | 24 | 5  | 4  | 9  | 4  |
| 2009–2010  | Pittsburgh Penguins            | NHL        | 64  | 13 | 12  | 25  | 31  | 10 | 0  | 0  | 0  | 0  |
| 2010–2011  | Pittsburgh Penguins            | NHL        | 80  | 21 | 24  | 45  | 37  | 7  | 2  | 1  | 3  | 2  |
| 2011–2012  | Pittsburgh Penguins            | NHL        | 60  | 11 | 22  | 33  | 29  | 6  | 3  | 3  | 6  | 2  |
| 2012–2013  | Pittsburgh Penguins            | NHL        | 46  | 6  | 5   | 11  | 19  | 9  | 2  | 3  | 5  | 2  |
| 2013–2014  | San Jose Sharks                | NHL        | 67  | 7  | 13  | 17  | 34  | —  | —  | —  | —  | —  |
| 2014–2015  | San Jose Sharks                | NHL        | 25  | 4  | 5   | 9   | 8   | —  | —  | —  | —  | —  |
|            | Worcester Sharks               | AHL        | 3   | 2  | 1   | 3   | 0   | —  | —  | —  | —  | —  |
| NHL totalt | NHL totalt                     | NHL totalt | 464 | 84 | 110 | 194 | 223 | 76 | 12 | 15 | 27 | 25 |
| AHL totalt | AHL totalt                     | AHL totalt | 53  | 19 | 30  | 49  | 19  | —  | —  | —  | —  | —  |
| OHL totalt | OHL totalt                     | OHL totalt | 249 | 64 | 120 | 184 | 158 | 12 | 2  | 5  | 7  | 6  |